# Ɩ̂
Cette page contient des caractères spéciaux ou non latins. S’ils s’affichent mal (▯, ?, etc.), consultez la page d’aide Unicode.
Ɩ̂ (minuscule : ɩ̂), appelé iota accent circonflexe, est un graphème utilisé dans l’écriture de l’anii, du goo, du gouro, du tafi et du toura. Il s’agit de la lettre iota diacritée d'un accent circonflexe.

## Utilisation
En anii, l’accent circonflexe est utilisé pour indiqué le ton « irréel » sur la première voyelle du verbe, marquant les actions dans l’avenir, comme le future, l’impératif, le souhait et le conditionnel futur,, par exemple ‹ shɩ̂ ›.

## Représentations informatiques
Le iota accent circonflexe peut être représenté avec les caractères Unicode suivants (latin étendu B, Alphabet phonétique international, diacritiques) :
| formes    | représentations | chaînes de caractères | points de code | descriptions                                                |
| --------- | --------------- | --------------------- | -------------- | ----------------------------------------------------------- |
| capitale  | Ɩ̂               | Ɩ◌̂                    | U+0196 U+0302  | lettre majuscule latine iota diacritique accent circonflexe |
| minuscule | ɩ̂               | ɩ◌̂                    | U+0269 U+0302  | lettre minuscule latine iota diacritique accent circonflexe |